# Parilyrgis
Parilyrgis é um gênero de traça pertencente à família Arctiidae.